# Otvorena televizija
Otvorena televizija – OTV (od 2010. do 2020. Jabuka TV), lokalna televizijska postaja koja emitira program na području Grada Zagreba i Zagrebačke županije.

## Iz povijesti Otvorene televizije
Otvorena televizija (OTV) je osnovan 1988. godine, a s emitiranjem je počeo 25. svibnja 1989. Bila je to prva komercijalna televizija na prostoru bivše Jugoslavije, odnosno prva nezavisna televizijska kuća – prva izvan državnog sustava JRT-a.
U godinama demokratskih i tranzicijskih promjena OTV je postao vodećom lokalnom televizijom u Hrvatskoj. Budući da su se u tim godinama na državnoj televiziji vrlo rijetko mogla vidjeti i čuti politički drugačija mišljenja, otvoreni medijski prostor koji je OTV nudio svima koji su imali što reći, imao je važnu ulogu u demokratizaciji hrvatskog društva. Ujedno je OTV imao vodeću ulogu u podizanju općega standarda televizijske produkcije u Hrvatskoj.
Status koji je stekao kao gradska televizija glavnoga grada Republike Hrvatske OTV je iskoristio i u organiziranju mreže lokalnih televizija. Ona je nekoliko godina djelovale kao cjelina pod nazivom CCN (Croatian Comercial Network), emitirajući zajednički program u udarnom večernjem terminu. Informativno-politički program CCN-a imao je značajnu ulogu ususret političkih promjena 2000. godine, kada je OTV bio glavna medijska alternativa informativnom programu državne televizije.
Otvorena televizija se jedno vrijeme nazivala i Jabuka TV, no 3. listopada 2020. godine dolazi do promjene i povratka imena Otvorena televizija, ili kraće OTV.

## Emisije OTV-a
- Alter tv (18)
- Alternativna Atlantida (18)
- Auto moto nautic vision, nautički magazin
- Celebrity City
- Čovjek i zdravstvena kultura, kontakt emisija
- Dica sritnih lica, dječja emisija
- Dječja TV, dječja emisija (emisija prebačena na HTV 2)
- Dolls4You (za starije od 18 godina, pornografska emisija, s programa je skinuta već prije više od 3 godine)
- dom2, emisija o uređenju eksterijera i interijera
- Ekspertiza, emisija o zdravlju
- Fio show
- Groznica subotnje večeri
- Hrana i vino
- Jaskanski TV tjednik, informativna emisija
- Jukebox, glazbena emisija
- Kasačke utrke Metronet, sportska emisija
- Kronika Zagrebačke županije, informativna emisija
- Kviz 1,2 i 3
- Lifestyle TV!, modni magazin
- Markov trg
- Noćna mora Željka Malnara
- Obzori, pogled na likovnu scenu
- Od polja do stola, emisija o poljoprivredi
- Panorama Zagrebačke županije
- Pjesme koje srce diraju, zabavna emisija
- Poslovni magazin, TV magazin
- Povećalo, emisija o civilnom društvu
- Riječ života, duhovni program
- Serbus Zagreb, zagrebačka kronika
- Svakodnevica, mozaična emisija
- Svjetlo u tami, alternativni kutak (18)
- Večernja škola
- Veto, političko društveni talk show
- Zagi
- Zagrebancija
- Zagrljaj ljepote, zabavna emisija
- Županijska kronika Vrbovec, informativna emisija
- Županijska kronika Zelina, informativana emisija

## Pokrivenost signalom
S RTV Tornja na Sljemenu na K40 UHF-a u MUX M2 OTV se može pratiti na cijelom području digitalne regije D4 (Grad Zagreb, Zagrebačka županija, Krapinsko-zagorska županija, dio Sisačko-moslavačke županije i dio Karlovačke županije) na kojem živi oko milijun i pol gledatelja.

## Urednici, novinari, voditelji
Brojni urednici, novinari, zabavljači, ali i tehnički stručnjaci hrvatskih televizija (HRT-a, RTL-a, Nove TV i drugih lokalnih televizija) ponikli su i prvu afirmaciju stekli upravo na OTV-u. Među njima su Hloverka Novak Srzić, Robert Knjaz, Davor Meštrović, Željko Pervan, Željko Malnar, Danka Derifaj i drugi.
Za svoj rad, brojne su emisije i novinari OTV-a osvajali različite stručne nagrade.

## Vanjske poveznice
- www.otv.hr